# Boeotarcha lithocymalis
Boeotarcha lithocymalis là một loài bướm đêm trong họ Crambidae.